# Istinto omicida (film 1991)
Istinto omicida (Killer Instinct o anche Homicidal Impulse) è un film del 1991, scritto e diretto da David Tausik.

## Trama
Un giovane avvocato sta lavorando a un caso difficile da più di un anno. La nipote dell'avvocato distrettuale se ne innamora e lo aiuta, ma i due finiscono anche per uccidere il loro capo, e l'avvocato verrà anche a conoscenza dell'oscuro passato della sua amante.